# Regione ecclesiastica Liguria
La Regione ecclesiastica Liguria è un ente ecclesiastico dotato di personalità giuridica eretto dalla Santa Sede ed è una delle sedici regioni ecclesiastiche in cui è suddiviso il territorio della Chiesa cattolica in Italia.
Il suo territorio comprende la maggior parte della regione amministrativa Liguria (che è in parte compresa nelle regioni ecclesiastiche Piemonte ed Emilia-Romagna) e parti delle province di Alessandria, Pavia e Cuneo.

## La regione ecclesiastica oggi

### Statistiche
Dati statistici secondo l'Annuario pontificio 2024:
- Superficie in km²: 6.710
- Abitanti: 1.835.082
- Parrocchie: 1.248
- Numero dei sacerdoti secolari: 728
- Numero dei sacerdoti regolari: 371
- Numero dei diaconi permanenti: 127

### Suddivisione
Questa regione ecclesiastica corrisponde alla provincia ecclesiastica dell'arcidiocesi di Genova:
- Arcidiocesi di Genova
  - Diocesi di Albenga-Imperia
  - Diocesi di Chiavari
  - Diocesi della Spezia-Sarzana-Brugnato
  - Diocesi di Savona-Noli
  - Diocesi di Tortona
  - Diocesi di Ventimiglia-San Remo

### Tribunale ecclesiastico
Le cause ecclesiastiche sono giudicate in primo grado dal tribunale ecclesiastico ligure e in secondo grado dal tribunale ecclesiastico piemontese. Il tribunale ecclesiastico ligure giudica inoltre in secondo grado le cause che sono giudicate, in primo grado, dal tribunale ecclesiastico lombardo.

## Conferenza episcopale ligure
- Presidente: Marco Tasca, O.F.M.Conv., arcivescovo metropolita di Genova
- Vicepresidente: Luigi Ernesto Palletti, vescovo della Spezia-Sarzana-Brugnato
- Segretario: presbitero Marco Doldi, vicario generale di Genova

### Vescovi delegati
- Clero e vita consacrata; Tutela dei minori: Guglielmo Borghetti, vescovo di Albenga-Imperia
- Comunicazioni sociali; Educazione, scuola e università; Beni culturali ed edilizia di culto: Giampio Luigi Devasini, vescovo di Chiavari
- Liturgia; Cooperazione missionaria tra Chiese: Guido Marini, vescovo di Tortona
- Salute; Pastorale giovanile; Migrazioni; Vocazioni; Carità: Calogero Marino, vescovo di Savona-Noli
- Ecumenismo e dialogo interreligioso; Catechesi: Luigi Ernesto Palletti, vescovo di La Spezia-Sarzana-Brugnato
- Sovvenire; Famiglia e vita: Antonio Suetta, vescovo di Ventimiglia-San Remo
- Laicato; Problemi sociali e lavoro: Marco Tasca, O.F.M. Conv., arcivescovo di Genova

## Diocesi liguri soppresse
- Diocesi di Luni